# Lycée Laure-Gatet
Vous lisez un « bon article » labellisé en 2015.
Le lycée Laure-Gatet est un lycée général et technologique français situé à Périgueux, dans le département de la Dordogne.
Situé dans le centre-ville, l'établissement est créé le 18 août 1906. Un projet de restructuration a commencé en 2009, mais, à la suite de retards dans les travaux, il ne reprend qu'en 2014. Le taux de réussite du lycée au baccalauréat est de 86 % en 2015. Disposant du label « Lycée des métiers », Laure-Gatet dispense de nombreuses formations générales et technologiques, mais aussi des brevets de technicien supérieur (BTS).

## Situation académique
Le lycée Laure-Gatet est situé à Périgueux, dans la circonscription scolaire du même nom. Il fait partie des seize lycées du département de la Dordogne, parmi les dix publics.
Laure-Gatet est un lycée général et technologique. L'établissement est labellisé « Lycée des métiers », une récompense décernée par le ministère de l'Éducation nationale. L'établissement est immatriculé sous le no 0240025X et porte le numéro SIRET 192 400 257 00015.
Le lycée entretient un partenariat avec l'institut d'études politiques de Bordeaux depuis 2006, par lequel les enseignants du lycée entraînent des candidats volontaires au concours d'entrée.

## Historique

### L'enseignement secondaire féminin et le collège

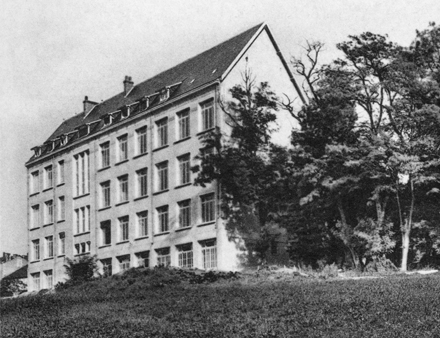
Le collège de jeunes filles dans les années 1930.

En 1867, Victor Duruy, le ministre de l'Instruction publique, crée à Périgueux l'enseignement secondaire féminin, qui débute en janvier de l'année suivante mais s'arrête peu de temps après.
En 1879, des cours d'enseignement secondaire pour les jeunes filles de Périgueux sont assurés par une association de professeurs du lycée de garçons, dans des locaux qui changent de lieu en 1883, 1885 puis 1892 au 11 rue Ernest-Guillier. En 1901, le conseil général de la Dordogne demande que ces leçons soient officiellement dispensées dans un établissement spécifique. En 1904 débutent les premiers débats, qui conduisent le 18 août 1906 à l'accord conventionnel entre la ville et le ministère de l'Instruction publique et des Beaux-Arts, à savoir la création du collège municipal de jeunes filles de Périgueux dans les locaux existants de la rue Ernest-Guillier, ceux-ci devant ensuite intégrer le domaine de Bellussières, sur la route de Paris (devenue avenue de Paris dès novembre 1906, puis avenue Georges-Pompidou en juillet 1977), comme l'a acté la municipalité lors de ses délibérations en décembre 1905, puis juin 1906. Le terrain et les bâtiments sont achetés en deux lots en juillet 1907 et le nouveau collège est mis en service, avec ouverture d'un pensionnat, à la rentrée des vacances scolaires de Pâques 1908,, date à laquelle le personnel est en grande partie féminin. Aux classes traditionnelles du collège s'ajoute en 1912 la préparation aux baccalauréats, les deux premières bachelières étant reçues dès 1913 en « Latin-Langues ».
Quand France-Aimée Galandy prend ses fonctions de directrice en 1921, elle constate que l'école est délabrée ; mais la mairie de Périgueux attendra quelques années avant de la rénover. En 1925, le collège compte 85 pensionnaires et 201 externes. En 1929 y est créée une coopérative scolaire. À la fin de l'année 1929 se produit un sérieux incendie, qui obligera à d'importants travaux de 1931 à 1933, selon les plans de l'architecte Paul Cocula, incluant l'extension d'une aile, devenue nécessaire dans l'optique d'un futur lycée. Faute d'argent suffisant, la deuxième tranche de travaux est alors reportée.

### Le collège devient lycée

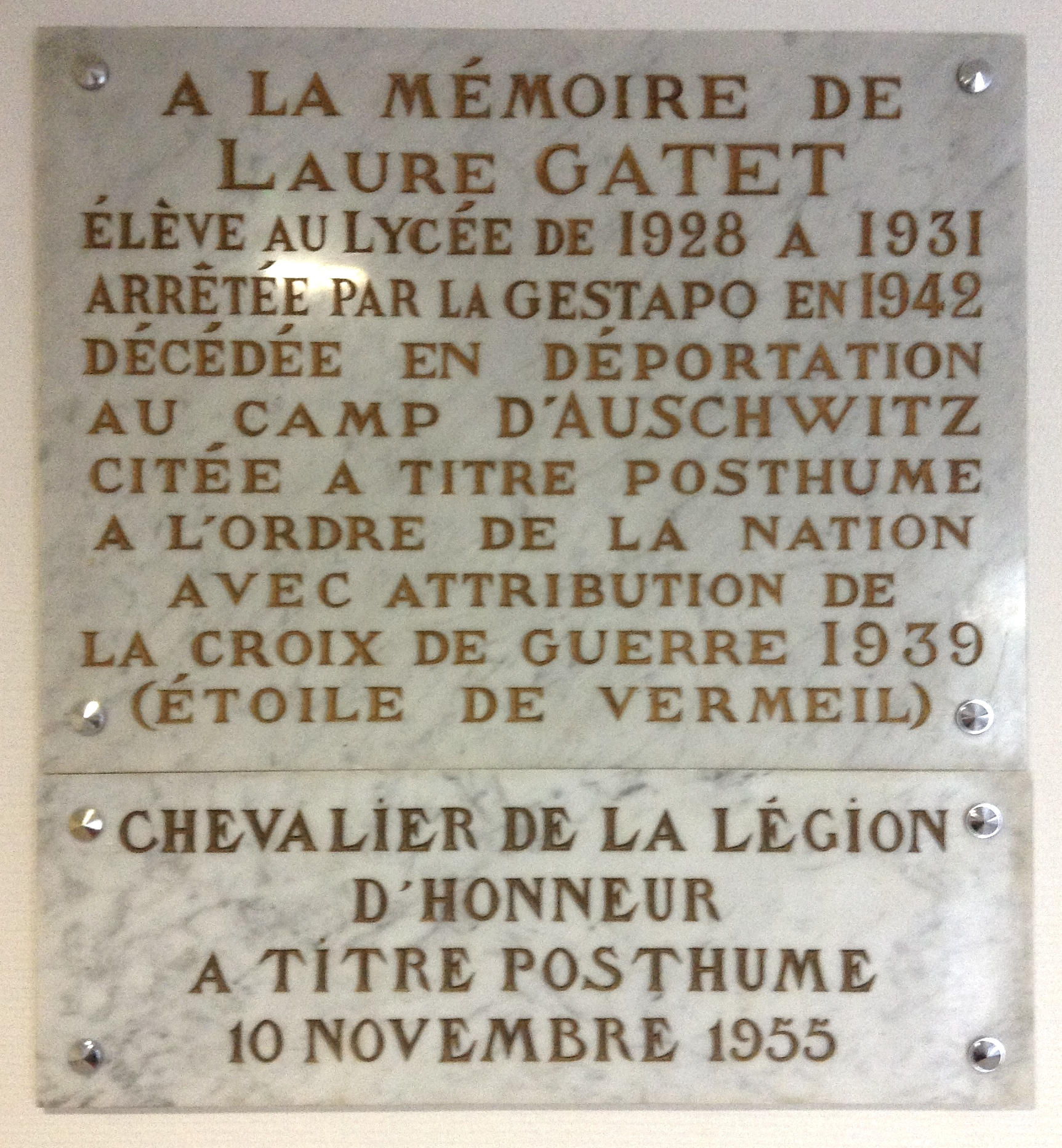
Plaque commémorative de Laure Gatet, située dans le lycée du même nom.

Le 1er octobre 1937, l'établissement devient le lycée de jeunes filles de Périgueux.
Pendant la Seconde Guerre mondiale, des patronages sont organisés dans l'enceinte du collège de jeunes filles.
De juin 1950 à novembre 1954, le lycée est rénové et agrandi d'après les plans d'un nouvel architecte, M. Legendre, notamment par extension de l'aile édifiée en 1933. Cette opération permet l'ajout de salles de conférences, d'études, de gymnastique et de musique, ainsi que de dortoirs. Faute de crédits suffisants, les travaux ne peuvent reprendre qu'en juillet 1958.
Le 16 juillet 1963, le conseil municipal de Périgueux veut nommer l'établissement « lycée Joseph-Joubert », du nom d'un philosophe périgordin. Jusqu'en 1966 se succèdent alors des affrontements avec les parents d'élèves et l'Amicale des anciens élèves qui veulent l'appeler « lycée Laure-Gatet », en hommage à la résistante éponyme qui fit ses études dans l'établissement de 1928 à 1931 et dont une plaque, située dans le hall, évoque la mémoire depuis juillet 1947. L'inspecteur d'académie soumet, pour essayer une entente, de donner le nom de Joseph Joubert au lycée et celui de Laure Gatet à une salle de classe. Le conseil d'administration s'y oppose fortement et décide le 19 janvier 1967 que l'établissement portera le nom de Laure Gatet. Le 8 février de la même année, Lucien Barrière, le maire de Périgueux, prend acte à contre-cœur et le conseil municipal finit par adopter ce choix. Ainsi, par arrêté préfectoral du 11 juin 1969, le lycée de jeunes filles de Périgueux est officiellement dénommé « lycée Laure-Gatet »,,.
En novembre 1972 est installée une statue, « La matière et l'esprit », dans le parc du lycée. Au début des années 1980, le lycée compte le plus grand nombre d'employés parmi les lycées du département, avec 234 personnes.
En 1982, Xavier Darcos, enseignant au lycée Laure-Gatet, siège parallèlement à la commission académique qui choisissait les sujets des examens du baccalauréat. Quelques jours avant l'épreuve, il soumet à ses élèves un sujet voisin de l'un des sujets proposés aux candidats. L’examen fut alors annulé pour l'ensemble des candidats de la ville. L'enseignant fut également inculpé et cité à comparaître le 30 mai 1983 devant le tribunal de grande instance de Périgueux. Xavier Darcos fut relaxé, le tribunal estimant que le choix de ce sujet n'était pas certain.

### Annulation de l'épreuve de baccalauréat
En juin 1982, Xavier Darcos, enseignant au lycée Laure-Gatet, siège parallèlement à la commission académique qui choisissait les sujets des examens du baccalauréat. Quelques jours avant l'épreuve, il soumet à ses élèves du lycée un sujet voisin de l'un des sujets proposés aux candidats. L’examen fut alors annulé pour l'ensemble des candidats de la ville. Cependant le tribunal relaxe l'enseignant car il estime que le choix de ce sujet n'était pas certain,.

### Depuis les années 2000
Le 19 octobre 2010, les lycéens de Laure-Gatet bloquent l'entrée de l'établissement scolaire afin de s'opposer à la réforme des retraites de 2010, après l'avoir décidé quatre jours auparavant au parc Gamenson de Périgueux.
Du 18 mars au 28 avril 2013, une exposition sur l'histoire et la vie de la résistante Laure Gatet a lieu dans l'enceinte du lycée, à l'occasion du centenaire de sa naissance,, en partenariat avec la bibliothèque municipale de Périgueux. La famille de Laure Gatet, le maire Michel Moyrand, le président du conseil régional Alain Rousset, la députée Colette Langlade et le recteur de l'académie Jean-Louis Nembrini, inaugurent officiellement l'exposition le vendredi 5 avril,,.
Idéalement situé dans le prolongement de la ligne d'arrivée, le lycée accueille dans son gymnase le 26 juillet 2014 toute la presse et les équipes techniques de la 20e étape du Tour de France 2014 (contre-la-montre individuel Bergerac-Périgueux),,.
Le 7 mai 2025, une fresque réalisée par les élèves sur un mur du collège est inaugurée ; elle représente entre autres le visage de Laure Gatet.

## Architecture du lycée

Plan de la cité scolaire Laure-Gatet.

Selon l'académicien Jean-Louis Galet, le lycée Laure-Gatet « constitue un modèle du genre » architectural contemporain dans les années 1970.
Le lycée possède un internat. Depuis 2009 se succèdent de grandes périodes de travaux dans le cadre d'un programme pluriannuel d'investissements (PPI), géré par le chef du service des travaux dans les lycées de l'Aquitaine, François Jolly. Ce programme comprend la création d'un centre de documentation et d'information (CDI), mesurant 450 m2 et comptant des salles annexes et trente-trois ordinateurs, ainsi que d'un foyer pour accueillir les élèves pendant leurs heures de pause. Chaque étage du « bâtiment A » rénové a, depuis cette date, une couleur qui lui est associée. Le rez-de-chaussée est dédié aux classes de BTS, le premier étage à toutes les classes du lycée, et les deux derniers niveaux aux cours de sciences ainsi qu'aux laboratoires. Le matériel des salles de sciences (volets roulants, tableaux blancs interactifs, ordinateurs et microscopes optiques entre autres) est renouvelé pendant les vacances scolaires de février-mars 2011 ; le coût s'élève à 220 000 euros pour la région Aquitaine. De plus, les salles sont mieux éclairées et sont insonorisées. L'entrée est quant à elle complètement reconstruite, débouchant du lycée sur un parvis créé en même temps et possédé par la mairie de Périgueux. Ce dernier est sécurisé et délimité par des barrières. Le coût total de cette restructuration du lycée est de 9 600 000 euros,. Selon Sud Ouest, 13 300 000 euros ont été utilisés pour toutes les rénovations de l'établissement, depuis les premiers chantiers débutés en 1998 et menés par l'architecte Paul Segura.
La dernière phase de restructuration a débuté en 2015. Le bâtiment B' — le plus ancien des trois bâtiments structurant le lycée — est démoli en février 2016 pour permettre la construction d'un pont à passerelles multiples entre les bâtiments B et C. Ces deux bâtiments ont eux-mêmes fait l'objet d'une rénovation. La conception et le suivi des travaux sont l'œuvre de l'architecte Patricia Maitre. Le chantier est terminé en septembre 2017. Le coût global des travaux s'élève à 6,7 millions d'euros, entièrement financés par la région.

## Effectifs
En 2014, le lycée compte au total 919 élèves et 120 enseignants (chiffre de 2013).
| Niveau et section                | Nombre de classes | Nombre d'élèves |
| -------------------------------- | ----------------- | --------------- |
| 2de GT                           | 9                 | 280             |
| 1re ES                           | 2                 | 52              |
| 1re L                            | 2                 | 64              |
| 1re S                            | 3                 | 82              |
| 1re STMG                         | 1                 | 33              |
| Tle ES                           | 2                 | 58              |
| Tle L                            | 2                 | 57              |
| Tle S                            | 3                 | 81              |
| Tle STMG                         | 2                 | 70              |
| BTS CGO                          | 2                 | 65              |
| BTS NRC                          | 2                 | 61              |
| BTS Assistant de gestion PME-PMI | 2                 | 65              |

| GT : Général et technologique ; ES : Économique et social ; L : Littéraire ; S : Scientifique ; STMG : Sciences et technologies du management et de la gestion ; BTS : Brevet de technicien supérieur ; CGO : Comptabilité et gestion des organisations ; NRC : Négociations et relations clients |

## Formations
Laure-Gatet prépare aux baccalauréats généraux et aux baccalauréats technologiques habituels. La classe de seconde comprend des enseignements d'exploration, au choix : littérature et société (LS), création et activités artistiques (CAA), méthodes et pratiques scientifiques (MPS), principes fondamentaux de l'économie et de la gestion (PFEG), sciences économiques et sociales (SES) et sciences et laboratoire (SL). Le lycée est l'une des dix-huit sections européennes d'allemand de l'académie de Bordeaux. En 2007, sept élèves de classes de seconde et de première participent au programme franco-allemand « Brigitte Sauzay ».
| Diplôme préparé            | Intitulé de la formation                                |
| -------------------------- | ------------------------------------------------------- |
| Baccalauréat général       | Littérature                                             |
| Baccalauréat général       | Économique et social                                    |
| Baccalauréat général       | Scientifique                                            |
| Baccalauréat technologique | Sciences et technologies du management et de la gestion |

Le lycée a trois sections de brevet de technicien supérieur (BTS),, :
| Diplôme préparé                | Intitulé de la formation                  |
| ------------------------------ | ----------------------------------------- |
| Brevet de technicien supérieur | Comptabilité et gestion des organisations |
| Brevet de technicien supérieur | Négociation et relation clients           |
| Brevet de technicien supérieur | Assistant de gestion PME–PMI              |

## Administration
De Pâques 1908 à fin septembre 1921, l'établissement est d'abord géré par Mlle Aillien. Début octobre 1921, la nouvelle directrice est Mlle France-Aimée Gallandy qui devient proviseure au 1er octobre 1937, date à laquelle le collège devient un lycée. Elle y reste jusqu'en septembre 1942,,. Les proviseurs suivants sont Mme Lesourd d'octobre 1942 à septembre 1944, Mlle Catherine André d'octobre 1944 à septembre 1946,, Mme Bjonson-Langen d'octobre 1946 à septembre 1953, Mme Meteraud d'octobre 1953 à septembre 1960, Mme Martin de septembre 1960 à septembre 1966, Mme Manceau de septembre 1966 à septembre 1976 et Mme Belleudy de septembre 1977 à septembre 1983. À cette date, elle est remplacée par le premier proviseur masculin, M. Lacoste, qui reste jusqu'en septembre 1986. Lui succède alors M. Ferron jusqu'en septembre 1996, date à laquelle il est remplacé par M. Constant.
Les proviseurs qui se sont succédé depuis 2008 sont : M. Bertrand Cagniart de septembre 2008 à août 2013, puis Mme Chantal Dauriac à partir de septembre 2013,.
Début 2015, la proviseure, Mme Dauriac, est secondée par Mme Mouret au poste de proviseure-adjointe, de Mme Vételet en tant qu'agent comptable, et de Mme Meyre en tant que gestionnaire. De septembre 2018 à août 2021, Marie-Anne Sénéjoux est la proviseure de la cité scolaire. Jean-Guillaume Desmoulin (d) lui succède en 2021.

## Classement et résultats
En 2024, le taux de réussite au baccalauréat est de 96 %
| Année | % de réussite |
| ----- | ------------- |
| 2017  | 90            |
| 2018  | 93            |
| 2019  |               |
| 2020  | 96            |
| 2021  |               |
| 2022  | 94            |
| 2023  | 93            |
| 2024  | 96            |

## Options
Il existe au lycée Laure-Gatet une option facultative théâtre ; les élèves de seconde ayant choisi cette option — ils sont dix-sept en 2012 — participent chaque année aux Didascalies,.
Les langues étudiées au lycée Laure-Gatet, en plus du français, sont l'anglais, l'espagnol, l'allemand, le portugais, le mandarin et l'italien,, auxquelles s'ajoutent les deux langues mortes souvent étudiées en France que sont le grec ancien et le latin.
En mars 2011, le lycée Laure-Gatet et le Trélissac Football Club ont signé une convention créant une classe à horaires aménagés football, proposée aux élèves dès la seconde dans le but de « continuer la formation après le collège ». Pour la première promotion à la rentrée scolaire de 2011, « vingt-trois étaient candidats et seize ont été sélectionnés »,. L'action est financée par le club de football.
Il existe aussi une section sportive facultative (step puis badminton), une autre d'escrime, des ateliers d'arts martiaux, de poésie et d'arts plastiques.

## Culture
Le lycée Laure-Gatet compte une Maison des lycéens.
Le lycée est en 2010 l'un des lieux de tournage du film Désordres réalisé par Étienne Faure, et sorti en 2013,.
Vingt élèves du lycée et deux professeurs accompagnateurs participent tous les deux ans à un échange avec South Burlington High School (État du Vermont aux États-Unis), et visitent la ville de New York lors de leur voyage. De même, les correspondants américains visitent Paris. Le 5 février 2009 est créée l'association « South Burlington – Vermont – Périgueux », afin de favoriser et d'assurer le prolongement des échanges entre les deux établissements.

## Personnalités liées au lycée
- Anciens enseignants
  - Gérard Fayolle (1937-)[57]
  - Annie Herguido (1943-)[58]
  - Xavier Darcos (1947-)[59]

- Anciens élèves
  - Laure Gatet (1913-1943)
  - Florence Chevallier (1955-)[60]
  - Éric Valmir (1968-)[61]
  - Stéphane Jaubertie (1970-)[62]

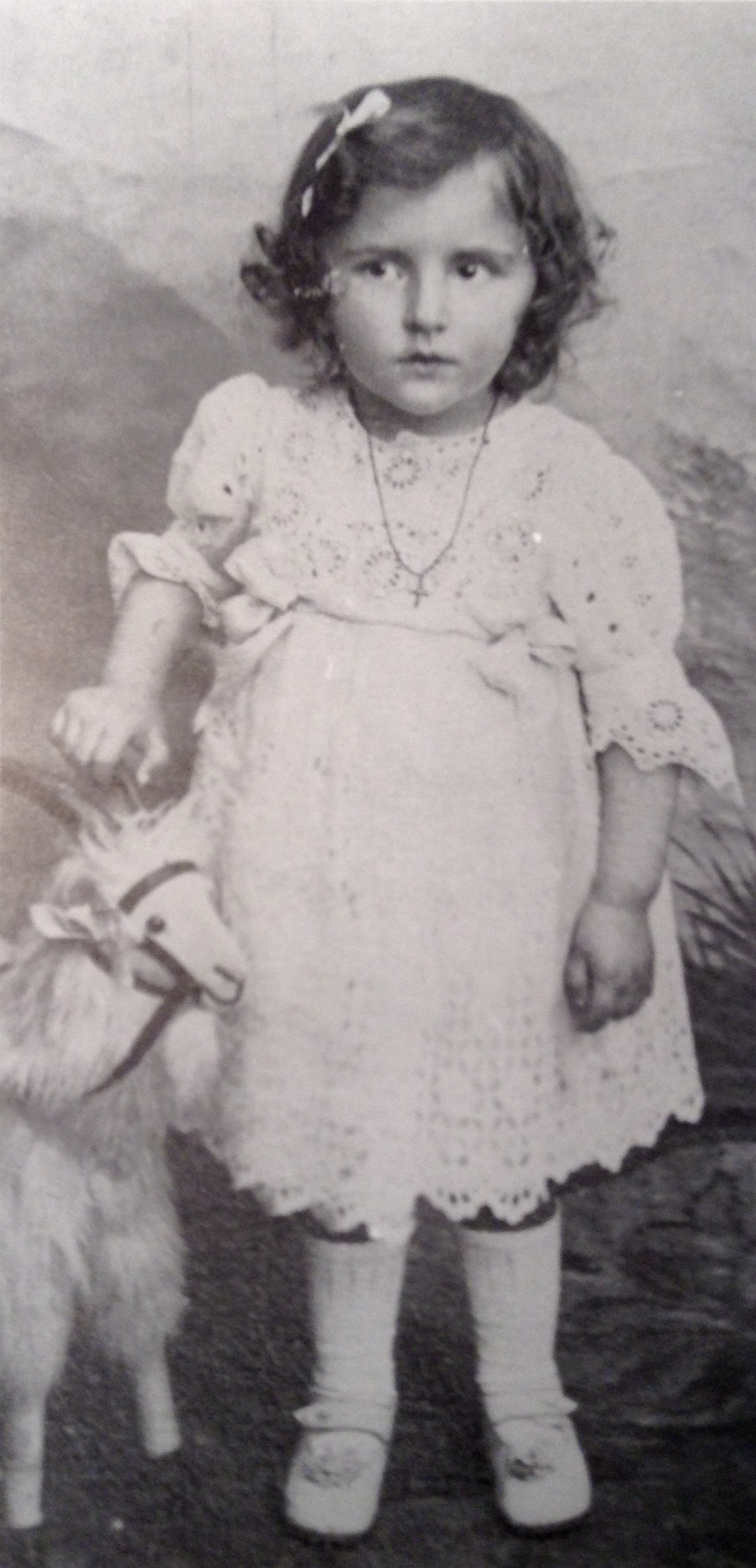
Laure Gatet en 1915.
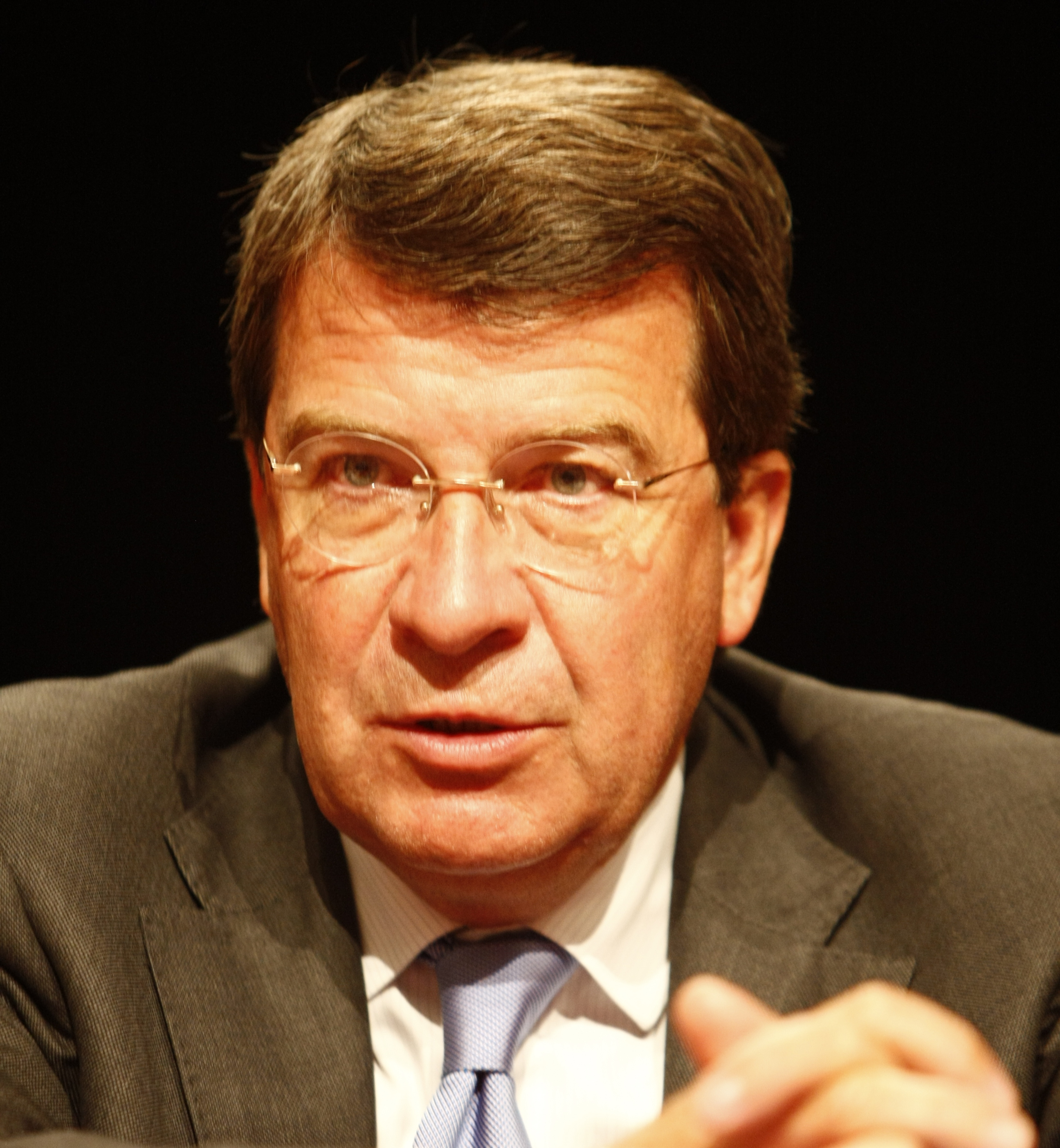
Xavier Darcos en 2008.